# Trofeo Finanzauto
El Trofeo Finanzauto fue una competición de remo, concretamente de traineras, que se celebró en aguas de Santoña (provincia de Santander, actual Cantabria) en el año 1973 y patrocinada por Finanzauto, distribuidor en España del fabricante de maquinaria pesada Caterpillar.

## Historia
El 4 de agosto de 1973 se celebró en Santoña dicho Trofeo en el que participaron 4 clubes de Cantabria y 2 del País Vasco. En 1974 estaba prevista una segunda edición a celebrar en alguna localidad de Guipúzcoa, pero finalmente no se celebró.

## Clasificación
| Pos. | Club        | Trainera          | Tiempo  |
| ---- | ----------- | ----------------- | ------- |
| 1    | Astillero   | San José IV       | 20:32.4 |
| 2    | Santander   | Virgen del Mar    | 20:36.1 |
| 3    | Pedreña     | Pedreña           | 20:36.2 |
| 4    | Hondarribia | Madre Guadalupe   | 20:49.2 |
| 5    | Santoña     | Virgen del Puerto | 21:04.7 |
| 6    | Kaiku       | Cincuentenaria    | 21:34.8 |